# Хэшань (Хунань)
Хэша́нь (кит. упр. 赫山, пиньинь Hèshān) — район городского подчинения городского округа Иян провинции Хунань (КНР).

## История
Эти земли были частью уезда Иян (益阳县). После образования КНР в 1949 году был создан Специальный район Иян (益阳专区), и уезд вошёл в его состав. В 1950 году урбанизированная часть уезда Иян была выделена в отдельный город Иян (益阳市), подчинённый напрямую властям Специального района. В ноябре 1952 года Специальный район Иян был расформирован, и город Иян вместе с уездом Иян перешли в состав Специального района Чандэ (常德专区). В апреле 1953 года Иян стал городом провинциального подчинения.
В июле 1961 года город Иян был возвращён в состав Специального района Чандэ. В декабре 1962 года был воссоздан Специальный район Иян, и город Иян вместе с уездом Иян перешли в его состав. В 1970 году Специальный район Иян был переименован в Округ Иян (益阳地区). 22 апреля 1984 года 1 посёлок и 7 волостей уезда Иян были переданы в состав города Иян.
Постановлением Госсовета КНР от 7 апреля 1994 года были расформированы округ Иян, город Иян и уезд Иян, и образован городской округ Иян; при этом из 2 уличных комитетов и 2 волостей бывшего города Иян, и 10 посёлков и 19 волостей бывшего уезда Иян был образован район Хэшань городского округа Иян.

## Административное деление
Район делится на 6 уличных комитетов, 10 посёлков и 1 волость.